# Euergides
Euergides (altgriechisch Εὐεργίδης) war ein griechischer Töpfer, der im letzten Viertel des 6. Jahrhunderts v. Chr. in Athen vorwiegend Schalen produzierte. 
Von ihm sind mindestens zwölf Signaturen auf rotfigurigen Schalen erhalten, die alle vom sogenannten Euergides-Maler dekoriert wurden.
Die großen Schalen des Euergides waren anfangs noch dickwandig und massig, aber mit der Zeit verringerten sich die Wandungsstärke und die Dicke der Fußplatte, sodass ihre Formen insgesamt leichter wurden. Seine kleinen Schalen wiesen eine massive und straffe Fußplatte auf und waren von eher gedrungener Form. Nahezu alle Schalen des Euergides zeigen den Fußtypus B mit in einer einheitlichen Linie geformten Profilen. Er ist somit als jünger anzusehen als Hischylos, der als erster Töpfer Veränderungen des Schalenfußes hin zu einer verringerten Standplatte auf den Weg brachte, und war anscheinend ein Zeitgenosse des Kachrylion, dem die Erfindung des Schalentypus B zugeschrieben wird.